# Günter Bollmann

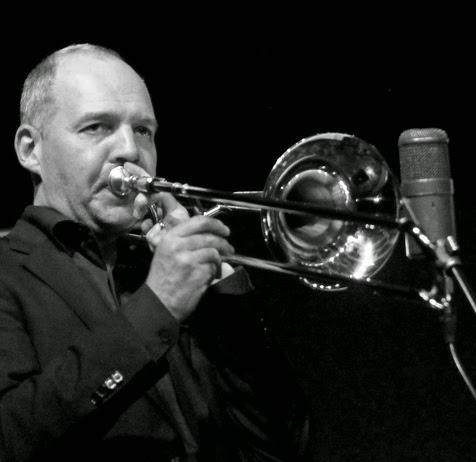
Günter Bollmann 2015 beim Jazzfestival St. Ingbert

Günter Bollmann (* 7. März 1973 in Mönchengladbach) ist ein deutscher Jazzmusiker (Posaune, gelegentlich Euphonium), der in Köln lebt.

## Leben und Wirken
Bollmann, der als Sohn eines Hobbyposaunisten in Brüggen aufwuchs, erhielt von 1986 bis 1989 Posaunenunterricht bei Ernst Lessenich, nachdem er zuvor bereits am Klavier ausgebildet worden war. Er spielte in dieser Zeit in Jugend-Bigbands und Blasorchestern. 1989 errang er einen ersten Preis beim Landeswettbewerb Jugend jazzt. Im selben Jahr wurde er Mitglied im JugendJazzOrchester NRW und im Bundesjazzorchester. Von 1992 bis 1997 studierte er an der Hochschule für Musik Köln bei Jiggs Whigham, um als „staatlich geprüfter Musikschullehrer und selbstständiger Musiklehrer“ abzuschließen. Während seines Studiums spielte er auch bei Frank Reinshagen, im King of Swing Orchestra und der Cologne Concert Big Band (Live im Engelbät). 1998 holte ihn Kurt Bong in die hr-Bigband, wo er derzeit Satzführer der Posaunen ist. Mit ihr war er an zahllosen Produktionen beteiligt. 2002 wurde sein erstes Album unter eigenem Namen veröffentlicht. Weiter war er an Alben von Dieter Reith, Paul Kuhn, Tom Gaebel, Thomas Quasthoff, Udo Jürgens, Rainer Heute, Omar Sosa, Pe Werner oder den King’s Singers beteiligt.
Von 2004 bis 2007 war er auch als Dozent für Jazzposaune an der Musikhochschule Mannheim tätig.

## Diskographische Hinweise
- Smile (Mons, 2001)
- Lakatos/Schlosser/Sauerborn/Bollmann Let´s Get Lost – Between Frankfurt and New York: The Music of Jimmy Mc Hugh (Jazz4Ever, 2004)